# Талдыкудук (Улытауская область)
Талдыкудук (каз. Талдықұдық) — село в Улытауском районе Улытауской области Казахстана. Входит в состав Жангильдинского сельского округа. Код КАТО — 356041300.

## Население
В 1999 году население села составляло 120 человек (57 мужчин и 63 женщины). По данным переписи 2009 года, в селе проживали 74 человека (35 мужчин и 39 женщин).